# (3842) Harlansmith
(3842) Harlansmith es un asteroide perteneciente al cinturón de asteroides, descubierto el 21 de marzo de 1985 por Edward Bowell desde la Estación Anderson Mesa (condado de Coconino, cerca de Flagstaff, Arizona, Estados Unidos).

## Designación y nombre
Designado provisionalmente como 1985 FC1. Fue nombrado Harlansmith en honor al astrónomo estadounidense Harlan James Smith.